# SN 1994N
SN 1994N – supernowa typu II odkryta 10 maja 1994 roku w galaktyce UGC 5695. W momencie odkrycia miała maksymalną jasność 17,50m.